# يونيفيرسيداد ري خوان كارلوس (محطة مترو أنفاق مدريد)

يونيفيرسيداد ري خوان كارلوس (بالإسبانية: Universidad Rey Juan Carlos)‏ هي محطة مترو أنفاق في مدريد في إسبانيا، تقع على الخط رقم 12.